# Oren Zamir
Oren Zamir (hebräisch אורן זמיר‎; * 14. September 1988) ist ein ehemaliger israelischer Eishockeyspieler, der seine Karriere beim HC Metulla in der israelischen Eishockeyliga verbrachte.

## Karriere
Oren Zamir verbrachte seine gesamte Karriere beim HC Metulla. Für den Klub aus dem Norden Israels spielte er bereits als 14-Jähriger in der israelischen Eishockeyliga. 2008 beendete er im Alter von nur 20 Jahren dort seine Karriere.

### International
Bereits als Jugendlicher spielte Zamir für Israel international und nahm an den U18-Weltmeisterschaften 2003, 2004, 2005, als er mit 10 Toren und sieben Assists Topscorer des Turniers wurde, und 2006 teil. Mit der Herren-Nationalmannschaft spielte er 2007 und 2008 in der Division II.

## Erfolge und Auszeichnungen
- 2005 Topscorer bei der U18-Weltmeisterschaft der Division III
- 2006 Aufstieg in die Division II bei der U18-Weltmeisterschaft der Division III